# Ырыс
Ырыс (кирг. Ырыс) — село в Сузакском районе Джалал-Абадской области Кыргызстана. Входит в состав Ырысского айылного аймака.

## География
Село расположено в юго-восточной части области, на правом берегу реки Чангет, на расстоянии приблизительно 4 километров (по прямой) к востоку от села Сузак, административного центра района.

## Население
Согласно оценочным данным Национального статистического комитета Кыргызской Республики, численность населения села на начало 2023 года составляла 2141 человек.
| год     | 2009 | 2014 | 2015 | 2020 | 2021 | 2023 |
| ------- | ---- | ---- | ---- | ---- | ---- | ---- |
| человек | 1426 | 1560 | 1607 | 2083 | 2078 | 2141 |